# Va'a-o-Fonoti
Va'a-o-Fonoti je jedan od jedanaest distrikta u Samoi. Središte distrikta je u naselju Samamea.
Distrikt se nalazi u sjeveroistočnom dijelu otoka Upolu, prostire se na 38 km2. Distrikt se sastoji od glavnog područja oko zaljeva Fagaloa s devet sela i male obalne enklave oko 10 km sjeverozapadno dalje sa selom Faleāpuna koje ima 582 stanovnika.
Prema podacima iz 2001. godine u distriktu živi 1.666 stanovnika, dok je prosječna gustoća naseljenosti 44 stanovnika na km².